# Indianer-Bruden
Indianer-Bruden er en dansk stumfilm fra 1915 med ukendt instruktør.

## Handling
Denne artikel mangler et handlingsreferat. Hjælp os med at skrive det.

## Medvirkende
- Jørgen Lund - Snedkermester Kuntze
- Mimi Gade - Kuntzes kone
- Ida Nielsen - Ellen, Kuntzes datter
- William Nielsen - Paul, mestersvend
- Emilius Madsen - Krista, indianer
- Jack Joyce - Hugh, cowboy